# حقوق المؤلفين
يُستخدم مصطلح حقوق المؤلفين (بالإنجليزية: Author’s rights) كثيراً بالترابط مع قوانين الملكية الفكرية، ويُعتبر ترجمة مباشرة للمصطلح الفرنسي (droit d’auteur)، فبالفعل رُوّج له لأول مرة في فرنسا عام 1777، وذلك على يد بيير أوجستن كارون دي بومارشيه، الذي ربطته علاقات وثيقة ببنجامين فرانكلين.
ويُوظّف هذا المصطلح عموماً فيما يتعلق بقوانين حقوق النشر في البلدان التي يحكمها قانون مدني وفي قانون الاتحاد الأوروبي، وتكون حقوق المؤلف محمية في ظل اتفاقية برن لحماية الأعمال الأدبية والفنية، ومعاهدات أخرى مشابهة.
وتُعبّر كلمة (مؤلف) عن معانٍ متنوعة، بما يتضمن الكتّاب، والملحّنين، والفنانين، والنحّاتين وحتى المعماريين، وعموماً يُعرّف المؤلف على أنه الشخص الذي أدى إبداعه إلى نشوء عمله المصون، بيد أن التعريف الدقيق له يختلف من دولة لأخرى.
وتنطوي حقوق المؤلف على محتويين متميزين اثنين، هما الحقوق الاقتصادية في العمل وحقوق المؤلف الأخلاقية، فتُعد الأولى ضرباً من حق الملكية تكون محدودة المدة ويمكن للمؤلف نقلها لأشخاص آخرين مثل أي ملكية أخرى (تتطلب بعض الدول أن يكون هذا النقل على هيئة عقد مكتوب).
وتهدف الحقوق الاقتصادية للسماح للمؤلف، أو حاملها، بالربح المادي من إبداعه، وتتضمن حق الإذن بإعادة إنتاج العمل المُنجز (المادة 9 من اتفاقية برن)، [1] كما يمتلك مؤلفو الأعمال الدرامية (مثل المسرحيات) أيضاً حق الإذن بتأدية أعمالهم للعامة (المادة 11 من اتفاقية برن).
وتعتمد حماية الحقوق الأخلاقية لمؤلف ما على المنظور بأن العمل الإبداعي يُعد تعبيراً عن شخصية المؤلف بطريقة ما، وبالتالي تكون الحقوق الأخلاقية خاصة بشخص المؤلف، ولا يمكن نقلها لفرد آخر إلا بموجب وصية بعد وفاته. [2]
ويختلف نظام الحقوق الأخلاقية كثيراً بين الدول، ولكنه يتضمن عموماً حق المؤلف باعتباره مؤلف العمل المُنجز، وحق الاعتراض على أي تشويه أو إفساد له قد يُلحق الضرر باحترامه أو سمعته (النسخة الثانية من المادة 6 من اتفاقية برن)، كما تكون الحقوق الأخلاقية للمؤلفين دائمة في العديد من الدول.

## التمييز بين حقق النشر في القانون العام وحقوق المؤلف في القانون المدني
قبل اكتشاف الطباعة، لم تكن الحاجة لهذا النمط من الحقوق مُتداركة بعد، لأن عدد النسخ المكتوبة باليد كان قليلاً ولم يمتهن العديد من الأشخاص التأليف، ولكن منذ القرن السادس عشر، احتكرت الشرطة إنشاء دور الطباعة بهدف التحكم بانتشار الأفكار وضمان حقوق بائعي الكتب.
فكان على كل بائع كتب أن يتقدم بطلب للملك من أجل الحصول على حقوق نشر قبل طباعة أي كتاب، ومن ثم تغيرت الأمور شيئاً فشيئاً، ومع حقوق المؤلف، لم تعد الخطوط المُستخدمة في طباعة الكتاب ما يؤخذ بعين الاعتبار، وإنما محتواه، أي روح العمل.
ويشيع التمييز بين معاملة المؤلفين وأصحاب العلاقة الآخرين بين أحكام القانون العام وأنظمة القانون المدني، علماً أن كلاً من حقوق النشر وحقوق المؤلف قد نشأت في القرن الثامن عشر لاستهداف قضايا متماثلة؛ وهي عدم المساوة في العلاقات بين المؤلفين والناشرين (وبين الناشرين أنفسهم) إذا لم يُعترف بالملكية الفكرية ولم تُحمى، والحاجة لتأمين دخل للمؤلفين غير الرعاية المالية.
يقدم كلا النظامين حقاً للمؤلف باحتكار عمله لفترة محدودة وإمكانية نقله لشخص آخر، ما اعتُبر في البداية الحق بنسخ أو إعادة إنتاج العمل (أي حق نشر)، ولكنه توسع منذ ذلك الحين لأخذ التطورات التقنية بعين الاعتبار.
ومن أحد البنود الأساسية لحقوق المؤلف والعديد من حقوق النشر، أن العمل المَحمي يجب أن يكون ناشئاً من إبداع المؤلف عوضاً عن جهد بسيط منه أو استثمار له، إذ تحمي كل من حقوق النشر الفرنسية والألمانية ما يسمى بأعمال الذهن.
وقد قاد ذلك أنظمة القانون المدني لتبنّي رابط قوي بين الحقوق (على الأقل مبئياً) وشخص المؤلف؛ فتكون حقوق الملكية البدئية لمؤسسة تشاركية ما وفقاً لذلك مُقيّدة للغاية أو حتى مستحيلة (كما في ألمانيا).
وتُعتبر أحكام القانون العام أكثر استعداداً لتقبّل الملكية المشتركة لحقوق النشر، كما في مبدأ (عمل مقابل أجر) في الولايات المتحدة الأمريكية، ورغم كون المقارنة التالية مبسّطة ومعتمدة على القوانين المتطابقة في دول منفردة، من الصعب ملاحظة فرق فعّال (اقتصادي) بين الحالتين:
- القانون العام: يمتلك صاحب العمل حقوق نشر العمل الذي صنعه العاملون.
- القانون المدني: يتمتع صاحب العمل برخصة حصرية بالحقوق الاقتصادية للعمل الذي صنعه العاملون.

كما كانت أنظمة القانون المدني فعالة في حماية الحقوق الأخلاقية للمؤلفين، مجادلةً بأن إبداعهم يستحق الحماية كجزء أساسي من شخصياتهم، علماً أن حماية الشخصية كانت مفصولة في أحكام القانون العام عن قانون حقوق النشر لمدة طويلة.
لذا لم تكن الحقوق الأخلاقية مذكورة بوضوح في قانون المملكة المتحدة لحقوق النشر حتى عام 1988، أي بعد ما يزيد عن قرن من توقيعها اتفاقية بيرن، فتحمي قوانين حقوق النشر في المملكة المتحدة وأيرلندا اليوم خصوصية موضوع صور وأفلام معينة كحق أخلاقي، بينما تتعامل أنظمة القانون المدني مع ذلك كحق منفصل للصورة المُنتَجة، ومن جهة أخرى تتقاطع طرق الحماية المختلفة لحقوق التصميم الصناعي بين النظامين القانونيين المذكورين.

## حق المؤلف[3]
يُقصد بحق المؤلف بأنه الحق الذي يمنحه القانون للمبدعين على انتاجهم الذهني، ويُقسم حق المؤلف إلى حق أدبي وحق مالي. الحق الأدبي هو مجموعة من الامتيازات اللصيقة بشخص مبتكر، والتي يمنحها القانون له بأعتبارها امتداداً لشخصيته، ولا يجوز التصرف فيها، أو التنازل عنها، ولا تسقط بالتقادم، ويكون من شأنها احترام حق هذا المبتكر في تقرير نشر ابتكاره، ونسبته إليه، وضمان حق تعديله أو سحبه ضمن شروط خاصة، وضمان حقه في حماية ابتكاره والدفاع عنه كلما استلزم الأمر ذلك، ويحتوي الحق الأدبي على خصائص وهي عدم جواز التصرف في الحق الأدبي أو الحجز عليه، الحق الأدبي حق دائم ابدي يبقى طوال حياة المؤلف وبعد موته غير مقيد بمدة معينة، كما انه ايضاً لا ينتقل للورثة، فالحق الأدبي هو حق شخصي للمؤلف لا ينتقل للورثة بل يحافظون عليها فقط، اما الحق المالي يُعرف بأنه ذلك الحق الذي يعبر عن الاعتراف للمؤلف بامكانية الحصول على نصيب معقول من العائد المالي المتحصل من انتفاع الجمهور بالمصنف فهو حق تمثله الامتيازات المالية التي يحصل عليها المؤلف من استغلال مُصنفه، ومن خصائص الحق المالي أنه قابل للتصرف فيه وقابل للانتقال للورثة، ولا يجوز الحجز على حق المؤلف كحق منفصل عن الموضوع، انما يكون الحجز على الاستغلال المالي للمصنف، وهو ذو طابع مؤقت مقارنة بالحق الأدبي

## طبيعة حق المؤلف[4]
ظهر خلاف بين الفقهاء حول طبيعة المؤلف لذلك ظهرت ثلاث نظريات في تحديد الطبيعة القانونية لحق المؤلف
1. النظرية الأولى : حق المؤلف حق شخصي ( معنوي أو أدبي ) وأسست هذه النظرية على أساس أن حق الأدبي للمؤلف ينصب على محل حق المؤلف، وهو نتاج فكري وذهني، أي انه حق لصيق بشخصية المؤلف، ووجهت انتقادات عديدة لهذا النظرية أهمها بأنها تهمل الحق المالي للمؤلف.
2. النظرية الثانية : حق المؤلف هو من حقوق الملكية، ويرى انصار النظرية بأن حق المؤلف هو حق من حقوق الملكية، وحق الملكية يقع على شيء مادي محسوس وما عدا حق الملكية أعتبروها حقوقاً غير مادية، ووجهت له انتقادات اهمها بأنها اهملت الحق الأدبي.
3. النظرية الثالثة : حق المؤلف ذو طبيعة مزدوجة، وهو ظهر نتيجة الانتقادات التي وجهت للنظريات السابقة، حيث انه يرى انصار هذه النظرية بأن حق المؤلف هو حق مزدوج فلا يغلب الشق الادبي على الشق المادي أو العكس.

### أشكال الحق الأدبي للمؤلف
- الحق في تقرير النشر للمصنف
- الحق في نسبة المصنف للمؤلف
- الحق في تعديل المصنف
- الحق في حماية مصنفه ومنع من أي اعتداء
- حقه في سحب مصنفه من التداول ووقف نشره

### أشكال الحق المالي للمؤلف
- حق النشر أو نسخ نماذج أو صور للمصنف  ( الاداء الغير مباشر للجمهور )
- حق المؤلف  في الاداء العلني للمصنف ( الاداء المباشر للجمهور )
- حق المؤلف في بيع وتوزيع وتأجير العمل، واستيراد نسخ عن عمله
- حق المؤلف في تتبع عمله
- حق المؤلف في الترجمة والاقتباس للمصنف وتوزيعه وتحويره

## انظر ايضاً
الملكية الأدبية
الحقوق الأدبية
حقوق التأليف والنشر